# Noel Loban
Noel Loban est un lutteur britannique spécialiste de la lutte libre né le 28 avril 1957 à Wimbledon (Londres).

## Biographie
Noel Loban participe aux Jeux olympiques d'été de 1984 à Los Angeles dans la catégorie des poids mi-lourds et remporte la médaille de bronze.